# Embeth Davidtz
Embeth Jean Davidtz (ur. 11 sierpnia 1965 w Lafayette) – amerykańska aktorka. Zdobywczyni nagrody Blockbuster Entertainment Award za rolę w filmie Człowiek przyszłości Chrisa Columbusa (1999).
Jest żoną Jasona Sloane’a oraz matką dwojga dzieci.

## Filmografia

### Filmy kinowe
- Armia ciemności (1993)
- Lista Schindlera (1993)
- Matylda (1996)
- Ogród odkupienia (1997)
- Człowiek przyszłości (1999)
- Bunkier (2001)
- Dziennik Bridget Jones (2001)
- Trzynaście duchów (2001)
- Klub Imperatora (2002)
- Słaby punkt (2007)
- Niesamowity Spider-Man (2012)
- Raport z Europy (2013)
- Niesamowity Spider-Man 2 (2014)

### Seriale
- Californication
- Chirurdzy
- Hoży doktorzy